# Vila Emila Simona
Vila Emila Simona se nachází v Hejnicích v Lázeňské ulici č.p. 463, u silnice vedoucí z Hejnic do Lázní Libverda. Jedná se o impozantní stavbu, která je zajímavou ukázkou moderní obytné architektury z počátku 20. století, jejímž autorem je česko-německý architekt Rudolf Bitzan. Jeho autorství bylo doloženo v dobovém tisku Reichenberger Zeitung z roku 1935. Vila vyniká architektonickou hodnotou a zachovalým původním stavem.

## Historie
Ohledně doby výstavby nejsou zdroje informací jednotné. Národní památkový ústav uvádí rok 1917, podle jiných zdrojů došlo k výstavbě v roce 1921. Vilu si nechal postavit majitel hejnické tkalcovny Fritsch & Co. Eduard Fritsch, který si na rozsáhlém pozemku nechal nejdříve zřídit podle návrhu zahradního architekta Hectora Ecka anglický park, do nějž byla později zasazena vila. Realizací stavby vily byl pověřen frýdlantský stavitel Rudolf Hampel (1867-1935). V roce 1921 se majitelem stal Emil Simon, továrník z Fojtky.
V roce 1935 byla vila odkoupena jabloneckým exportérem Carlem Wittem, který nechal provést úpravy interiéru ve stylu art deco. Tento majitel nechal rovněž v parku vystavět kapličku zasvěcenou sv. Antonínovi (byla zbořena). Jeho iniciály „CW“ se nachází na mřížích vchodových dveří do vily a také na zábradlí můstku přes zahradní rybníček.

## Popis stavby
Vila byla postavena na přibližně obdélníkovém půdorysu, střecha je valbová. Na jihozápadním průčelí zaujme výrazný cylindrický rizalit. Hlavní vstup s kamenným schodištěm je ve středu severovýchodního průčelí a je zdůrazněn portálem s výrazným štukovým dekorem a motivem jelena ve skoku. Fasádu dále zdobí medailony s motivy bájných zvířat a stylizovaný reliéf rohu hojnosti.

## Lesopark
Stavba stojí v poměrně rozsáhlém lesoparku o rozloze téměř 2,5 ha, do kterého se vstupuje dvěma ručně kovanými bránami směřujícími do ulice Lázeňská. Lesopark byl navržen v letech 1887–1889 drážďanskými zahradními architekty pro místního továrníka Franze Fritsche, jenž vlastnil průmyslový podnik pod názvem „Hejnice Fritsch & spol, mechanická tkalcovna“.
Součástí parku je malý zahradní rybníček s můstkem, který se nachází v jeho jižní části.
V parku najdeme rozmanité druhy dřevin, z nichž některé stojí za zmínku, například dřín jarní (Cornus mas) chráněný zákonem v kategorii ohrožený. Dále se zde vyskytují neobvyklé druhy jako liliovník tulipánokvětý (Liriodendron tulipifera) či javor dlanitolistý (Acer palmatum).

## Současnost
Po roce 1945 až do roku 2021 byla stavba využívána pro provoz mateřské školy, poté nebyla využívána a rovněž není přístupná pro veřejnost. Město Hejnice se snažilo objekt prohlásit za kulturní památku ve snaze ochránit vilu před rekonstrukcemi, které by mohly vést ke zničení cenných historických prvků stavby. Prohlášení za kulturní památku se uskutečnilo 22. června 2023.
Ve volně přístupném lesoparku se nachází novostavba domu pro seniory.

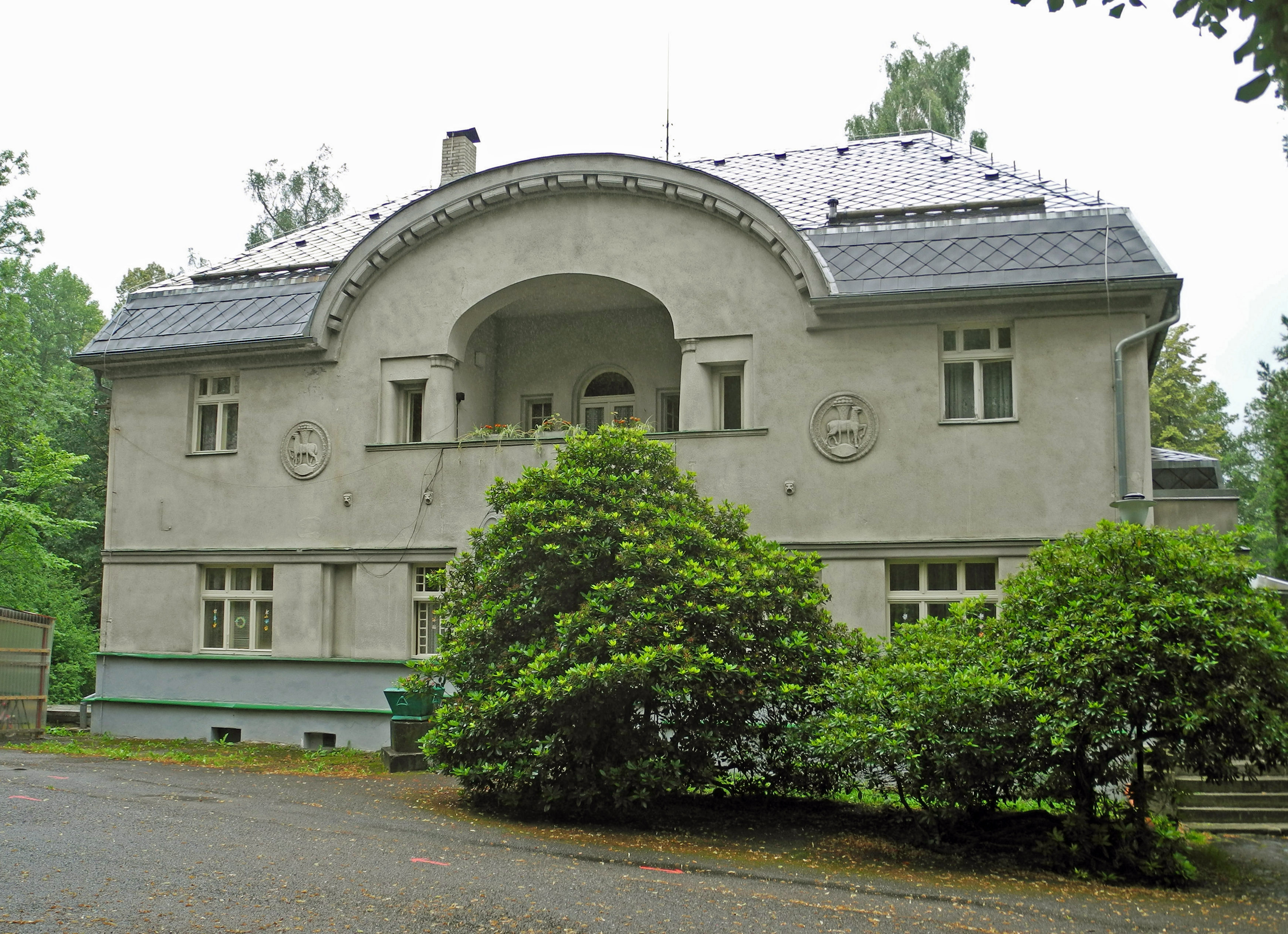
Hlavní průčelí
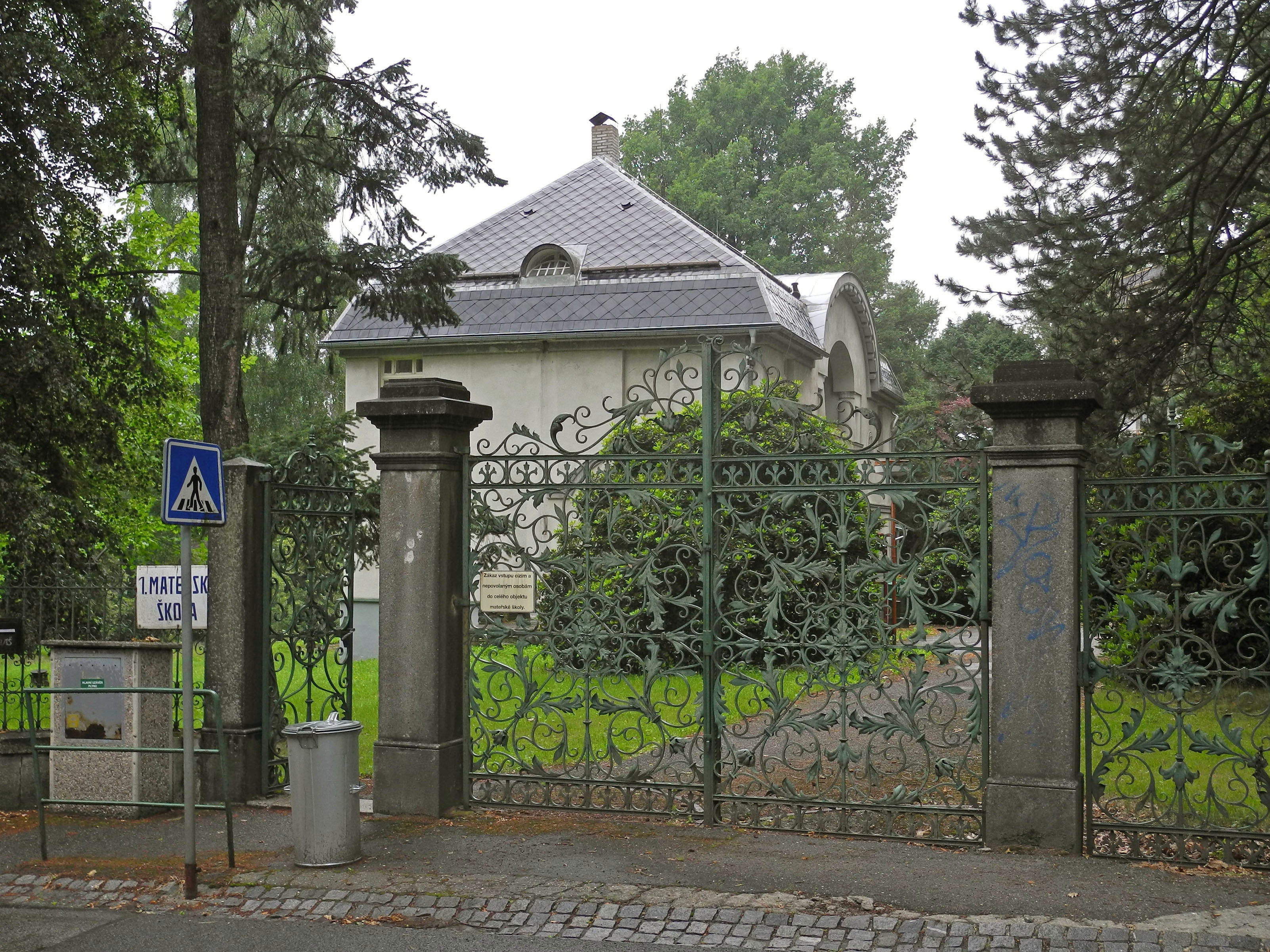
Vstupní brána
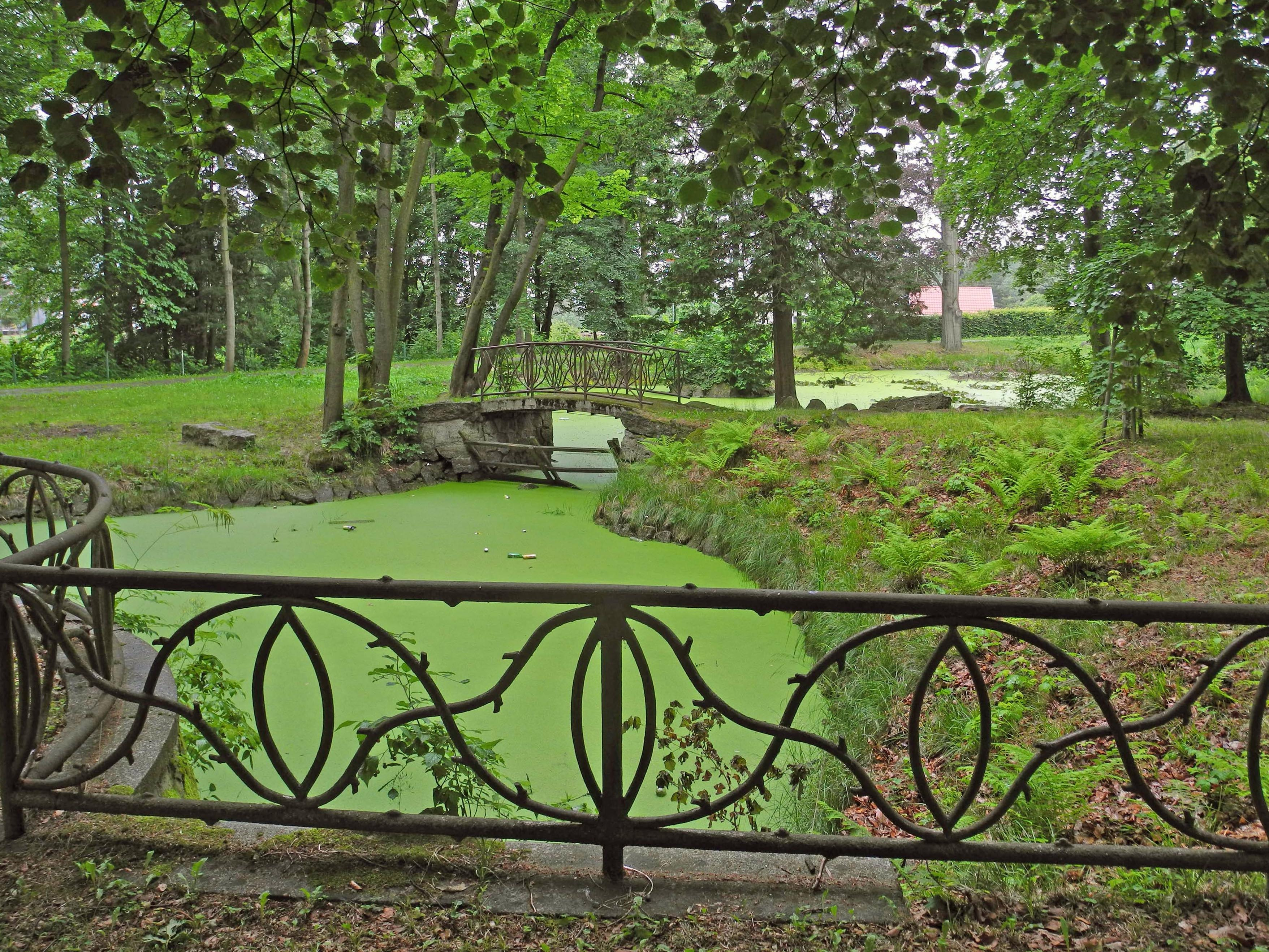
Zahradní rybníček
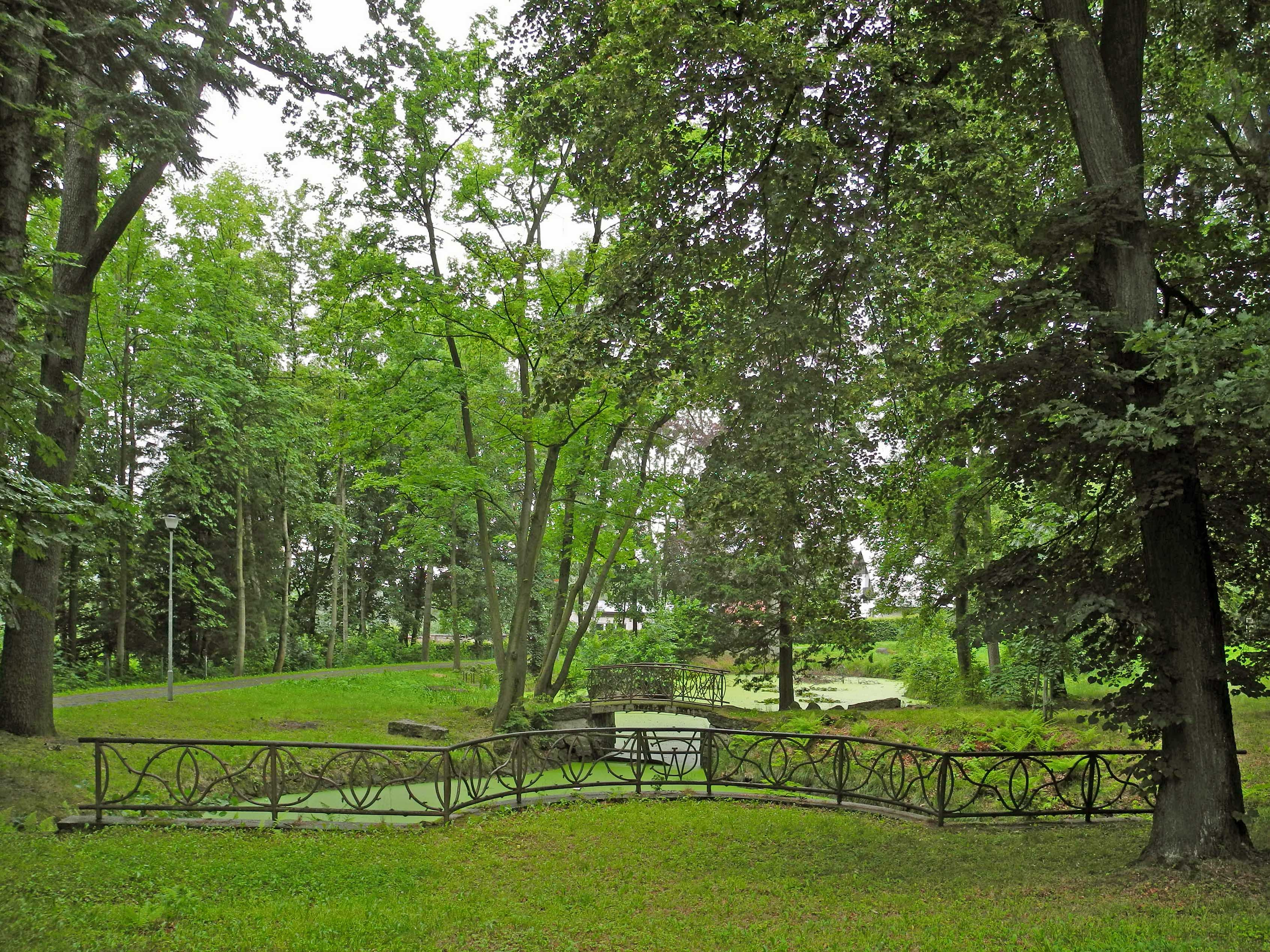
Lesopark